# Warnings/Promises
Albums de Idlewild
The Remote Part
(2002) Make Another World
(2007)
Warnings/Promises est le cinquième album studio du groupe de rock écossais Idlewild, mis en vente en 2005. 
Bien que étant directement dans la continuité artistique du précédent album, The Remote Part, cet album a plutôt déçu les fans de groupe.

## Track listing
1. « Love Steals Us from Loneliness » – 3:12
2. « Welcome Home » – 3:15
3. « I Want A Warning » – 3:35
4. « I Understand It » – 3:20
5. « As if I Hadn't Slept » – 3:36
6. « Too Long Awake » – 3:07
7. « Not Just Sometimes But Always » – 3:33
8. « The Space Between all Things » – 4:12
9. « El Capitan » – 3:57
10. « Blame It On Obvious Ways » – 3:24
11. « Disconnected » – 3:51
12. « Goodnight » – 8:06
  - « Too Long Awake (reprise) » (piste cachée acoustique)

Et sur la version japonaise les pistes supplémentaires :

 Too Long Awake

 Gone Too Long

 Don't Let Me Change

## Singles
- Love Steals Us From Loneliness, le 21 février 2005 : #16 UK
- I Understand It, le 2 mai 2005 : #32 UK
- El Capitan, le 11 juillet 2005 : #39 UK
- As if I Hadn't Slept, qui devait être mis en vente le 23 janvier 2006, mais qui a été annulé pour des raisons de problèmes de label.

## Dates de sortie
- 7 mars 2005: Belgique, Danemark, Islande, Irlande, Nouvelle-Zélande, Norvège, Royaume-Uni
- 14 mars 2005: Grèce
- 16 mars 2005: Hongrie
- 20 mars 2005: Australie
- 21 mars 2005: Pays-Bas
- 24 mars 2005: Japon
- 4 avril 2005: France
- 11 avril 2005: Autriche, Allemagne
- 16 août 2005: États-Unis, Canada